# Chamaeza campanisona
Chamaeza campanisona е вид птица от семейство Formicariidae.

## Разпространение
Видът е разпространен в Аржентина, Боливия, Бразилия, Колумбия, Еквадор, Гвиана, Парагвай, Перу и Венецуела.